# Функціональна безпека
Функціональна безпека є частиною загальної безпеки у вигляді системи або обладнання, яке залежить від системи або обладнання правильно працюючого у відповідь на його входи, в тому числі безпечного управління ймовірних помилок оператора, збоїв обладнання і змін навколишнього середовища.

## Мета функціональної безпеки
Мета функціональної безпеки — це свобода від неприйнятного ризику фізичних травм або пошкодження здоров'я людей прямо або опосередковано (через пошкодження майна або навколишнього середовища).
Функціональна безпека по суті є кінцевою метою, оскільки вона повинна розглядати функцію компонента або підсистеми як частину функції всієї системи. Це означає, що в той час, як функціональні стандарти безпеки зосереджуються на електричних, електронних та програмованих системах (E / E / PS), "кінцева сфера" означає, що на практиці функціональні методи безпеки повинні поширюватися на не E / E / PS частин системи, що E / E / PS активізує, контролює або моніторить.

## Досягнення функціональної безпеки
Функціональна безпека досягається, коли виконується кожна визначена функція безпеки та рівень виконання, необхідний для кожної функції безпеки. Як правило, це досягається процесом, що має в собі як мінімум наступні кроки:
1. Визначення необхідних функцій безпеки. Це означає, що слід знати небезпеку та функції безпеки. Для визначення цих функцій застосовується процес перегляду функцій, формальні HAZIDs[en], HAZOPs[en]  та огляди аварій.
2. Оцінка зниження ризику, що вимагається функцією безпеки. Це передбачає  (SIL) рівень повноти безпеки або рівень продуктивності або іншу оцінку кількісної оцінки. SIL (або PL, AgPL, ASIL) застосовується до кінцевої функції безпеки системи, пов'язаної з безпекою, а не тільки  з компонентом або частиною системи.
3. Забезпечення функцій безпеки виконує наміри проєктування, в тому числі в умовах неправильного режиму введення та виведення оператора. Це передбачає, що проєктування та життєвий цикл керуються кваліфікованими та компетентними інженерами, які здійснюють процеси відповідно до визнаного функціонального стандарту безпеки. У Європі цей стандарт — це IEC EN 61508 або один зі специфічних галузевих стандартів, виведений з IEC EN 61508, або якийсь інший стандарт, як-от ISO 13849.
4. Перевірка того, що система відповідає призначеному SIL, ASIL, PL або agPL, визначається середнім часом між відмовами та безпечною фракцією відмов (SFF) разом з відповідними тестами. SFF - це ймовірність того, що система не працює у безпечному стані: стан небезпечного (або критичного) стану визначається з режиму відмови та аналізу ефектів (режим відмови, ефектів та аналіз критичності) системи (FMEA або FMECA).
5. Провести функціональні аудити безпеки для вивчення та оцінки доказів того, що відповідні методи керування життєвим циклом безпеки застосовувались послідовно та ретельно на відповідних етапах життєвого циклу продукту.

Ні безпека, ні функціональна безпека не можуть бути визначені без розгляду системи в цілому та навколишнього середовища, з яким він взаємодіє. Функціональна безпека за своєю суттю є повною та цілісною.

## Сертифікація функціональної безпеки
Будь-яка претензія на функціональну безпеку для компонента, підсистеми або системи повинна бути самостійно сертифікована згідно з одним із визнаних функціональних стандартів безпеки. Сертифікований продукт може бути заявлений як Функціонально безпечний до певного рівня безпеки чинності або рівня продуктивності в певному діапазоні застосувань: сертифікат надається клієнтам із протоколом випробувань, що описує обсяг та межі продуктивності.
Важливим елементом сертифікації функціональної безпеки є поточний нагляд агентства з сертифікації. Цей наступний нагляд гарантує, що цей продукт, підсистема або система все ще виробляється відповідно до того, що було спочатку сертифіковане для функціональної безпеки. Наглядовий моніторинг може відбуватися як різні частоти залежно від агентства з сертифікації, але зазвичай розглядають апаратне забезпечення та програмне забезпечення продукту, а також постійне дотримання виробником функціональних систем управління безпекою.
Принципи функціональної безпеки були розроблені у військовій, ядерній та аерокосмічній галузях промисловості, а потім задіяні залізничним транспортом, процесами та управліннями галузей промисловості, що розробляють специфічні галузеві стандарти. 
Стандарти функціональної безпеки застосовуються у всіх галузях промисловості, що відповідають критичним вимогам безпеки. Тисячі продуктів та процесів відповідають стандартам, заснованим на стандарті IEC 61508 : від душових ванн,  продуктів автомобільної безпеки, медичних пристроїв, датчиків, приводів, дайвінгового обладнання,  контролерів процесів .
У Європі функціональна сертифікація безпеки підтримується добре розвиненою інфраструктурою.  Схема CASS є основним методом, за допомогою якого продукти сертифіковані згідно з IEC EN 61508 та відповідними стандартами через акредитованих аудиторів якості. Можна сертифікувати як продукти, так і процеси, які керують життєвим циклом продукту (у цьому випадку сертифікована компанія потім видасть сертифікат відповідності такої сертифікації щодо відповідних продуктів).
FAA США мають подібні процедури сертифікації функціональної безпеки, у формі US RTCA DO-178B для програмного забезпечення та DO-254 для апаратного забезпечення  , що застосовується в аерокосмічній галузі.
У США НАСА розробила інфраструктуру для критично важливих систем, широко затверджена галузевою галуззю, як в Північній Америці, так і в інших країнах, за стандартом .  Стандарт та інструкції NASA побудовані на стандарті ISO 12207, який є стандартом програмної практики, а не критичним стандартом безпеки. Процес сертифікації для систем, розробляється відповідно до керівних принципів НАСА. 
Сучасні медичні пристрої E / E / PS сертифіковані на рівні 510 (k) на основі галузевого стандарту IEC EN 62304, заснованого на концепціях IEC EN 61508.
Автомобільна промисловість, розробила ISO 26262, стандарт функціональної безпеки для дорожних транспортних засобів,  на основі IEC 61508, сертифікація цих систем забезпечує відповідність даним нормам та допомагає захистити громадськість. Директива ATEX також прийняла функціональний стандарт безпеки, згідно з BS EN 50495: 2010 "Засоби техніки безпеки, необхідні для безпечного функціонування обладнання щодо ризиків вибуху", охоплюються пристрої, пов'язані з безпекою, такі як продувні контролери та автоматичні вимикачі Ex e. Вони застосовуються нотифікованими органами відповідно до Директиви ATEX. Стандарт ISO 26262 особливо стосується циклу розробки автомобілів. Це багатосторонній стандарт, що визначає вимоги та забезпечує керівні принципи для забезпечення функціональної безпеки в системах E / E, встановлених у легкових автомобілях серійного виробництва. Стандарт ISO 26262 вважається найкращою практичною основою для забезпечення функціональної безпеки автомобілів.  (Див. також основну статтю:ISO 26262. Процес порівняння зазвичай займає певний час, тому що працівники повинні бути досвідченими, та компетентними.

## Сучасні стандарти функціональної безпеки
Основні стандарти функціональної безпеки в поточному використанні наведено нижче.
- IEC EN 61508 Частини з 1 по 3 є основним функціональним стандартом безпеки, широко застосовуються до всіх типів критично важливих систем Е / Е / ПС та систем з функцією безпеки, що включає E / E / PS. (Рівень цілісності безпеки - SIL)
- Оборонний стандарт Великої Британії 00-56 випуск 2 US RTCA DO-178B Північноамериканське авіаційне програмне забезпечення US RTCA DO-254 Північноамериканська авіоніка EUROCAE ED-12B Європейські бортові системи безпеки польотів
- IEC 62304 - Програмне забезпечення для медичного обладнання IEC 61513, Атомні електростанції — Контрольно-вимірювальні прилади для систем, важливих для безпеки — Загальні вимоги до систем на базі EN 61508 IEC 61511-1, Функціональна безпека. Інструментальні системи безпеки для сектора технологічної промисловості. Частина 1: Рамки, визначення, системні, апаратні та програмні вимоги на основі EN 61508.
- IEC 61511-2, Функціональна безпека. Інструментальні системи безпеки для промислового сектору. Частина 2: Керівні принципи застосування IEC 61511-1 на базі EN 61508.
- IEC 61511-3, Функціональна безпека. Інструментальні системи безпеки для промислового сектору. Частина 3: Керівництво для визначення необхідних рівнів цілісності безпеки на основі EN 61508. IEC 62061, "Безпека машин" - Функціональна безпека електричних, електронних та програмованих електронних систем управління, пов'язаних з безпекою, на основі EN 61508
- ISO 13849-1, -2 Безпека машин — пов'язані з безпекою деталі систем керування. Нетехнологічний залежний стандарт безпеки системи керування машинами. (Рівні продуктивності - PL)
- EN 50126, Специфічна галузь залізничної промисловості — Огляд системи експлуатації, системи та технічного обслуговування проєктного обладнання
- EN 50128, Специфічна галузь залізничної галузі — огляд безпеки програмного забезпечення (системи зв'язку, сигналізації та обробки)
- EN 50129, Специфічна галузь залізниці — безпека системи в електронних системах EN 50495, Захисні пристрої, необхідні для безпечного функціонування обладнання щодо ризиків вибуху Керівні принципи безпеки НАСА
- ISO 25119 - Трактори та машини для сільського та лісового господарства — пов'язані з безпекою елементи систем керування
- ISO 26262 - Функціональна безпека дорожніх транспортних засобів

Стандарт ISO 26262 особливо стосується циклу розробки автомобілів. Це багатосторонній стандарт, що визначає вимоги та забезпечує керівні принципи для забезпечення функціональної безпеки в системах E / E, встановлених у легкових автомобілях серійного виробництва. Стандарт ISO 26262 вважається найкращою практичною основою для забезпечення функціональної безпеки автомобілів.